# Кеннеди, Брюс
Брюс Ке́ннеди (англ. Bruce Kennedy) — канадский кёрлингист.
В составе мужской сборной Канады чемпион мира (1982). Двукратный чемпион Канады среди мужчин (1982, 1985).
Играл на позиции первого.
В 1988 введён в Зал славы канадского кёрлинга.

## Достижения
- Чемпионат мира по кёрлингу среди мужчин: золото (1982).
- Чемпионат Канады по кёрлингу среди мужчин: золото (1982, 1985), серебро (1980, 1981).

## Команды
| Сезон   | Четвёртый    | Третий          | Второй        | Первый          | Запасной                         | Турниры             |
| ------- | ------------ | --------------- | ------------- | --------------- | -------------------------------- | ------------------- |
| 1979—80 | Эл Хакнер    | Рик Лэнг        | Боб Никол     | Брюс Кеннеди    |                                  | ЧК 1980             |
| 1980—81 | Эл Хакнер    | Рик Лэнг        | Боб Никол     | Брюс Кеннеди    |                                  | ЧК 1981             |
| 1981—82 | Эл Хакнер    | Рик Лэнг        | Боб Никол     | Брюс Кеннеди    | Эл Фискар (ЧМ) тренер: Эл Фискар | ЧК 1982 · ЧМ 1982   |
| 1984—85 | Эл Хакнер    | Рик Лэнг        | Иэн Тетли     | Пэт Перру       | Брюс Кеннеди                     | ЧК 1985             |
| 1986—87 | Larry Pineau | Jack Kallos     | Brian Snell   | Брюс Кеннеди    | Ray Skillen                      | Brier 1987 (8th)    |
| 1994—95 | Эл Хакнер    | Рик Лэнг        | Aaron Skillen | Art Lappalainen | Брюс Кеннеди                     | ЧК 1995 (7 место)   |
| 1998—99 | Эл Хакнер    | Рик Лэнг        | Bryan Burgess | Брюс Кеннеди    |                                  |                     |
| 1999—00 | Эл Хакнер    | Dave Merklinger | Bryan Burgess | Брюс Кеннеди    |                                  |                     |
| 2003—04 | Рик Лэнг     | Alan Laine      | Брюс Кеннеди  | Brian Adams     |                                  | ЧКВ 2004 (10 место) |

(скипы выделены полужирным шрифтом)

## Частная жизнь
Женат на кёрлингистке Трейси Кеннеди, чемпионке мира и Канады. Работал водителем поездов (англ. locomotive engineer).